# Зорро (фільм)
«Зо́рро» (від ісп. Zorro — лис) — франко-італійський вестерн з елементами комедії 1975 року з Аленом Делоном у головній ролі.

## Сюжет
Зо́рро — фантастичний персонаж, вигаданий жителями Нової Іспанії, «герой у масці», який приходить на допомогу знедоленим. Це дворянин і вправний фехтувальник. Вночі він перевтілюється у благородного розбійника, одягненого в усе чорне, що ховає обличчя під маскою, який захищає простих людей від свавілля влади та інших лиходіїв. Улюблена зброя Зорро — батіг і рапіра, яку він часто використовує, щоб залишити противнику мітку — букву Z, яку він завдає трьома швидкими рухами.
Дія фільму відбувається в одній з південноамериканських колоній Іспанії. На очах у «першого фехтувальника» Старого Світу іспанця Дієго троє найманих убивць убивають його давнього друга — гуманіста Мігеля, який мав був стати губернатором міста Нуева-Арагон в Новій Іспанії. Дієго обіцяє Мігелю, що стікає кров'ю, що він помститься за його смерть. Але помираючи Мігель просить Дієго дати клятву, що він не буде мститися за нього шляхом насильства.
Розуміючи, що причиною смерті друга є його злощасне губернаторство, і що сліди зловмисників слід шукати у Новому Світі, Дієго бере забирає у Мігеля вірчу грамоту і губернаторський перстень і під його ім'ям приїжджає в Нуева-Арагон. Зображаючи нетямущого і флегматичного губернатора, Дієго-Мігель виявляє, що влада в цій іспанській колонії узурпована жорстоким полковником Уертою, за таємним наказом якого і був убитий його найкращий друг. Щоб приборкати тиранію Уерти і його армії, герой починає протистояти сваволі, яка коїться, граючи подвійну гру: час від часу тайкома одягнувшись в чорний плащ, капелюх і маску, він перетворюється на невловимого Зорро, що влаштовує загрузлим у розкоші, нечесним багатіям і солдатам Уерти прочухана на площах, базарах і каторгах Нуева-Арагона.

## У ролях
- Ален Делон — Дієго / Зорро
- Стенлі Бейкер — полковник Уерта
- Оттавія Пікколо — Ортензія
- Енцо Черузіко — Бернардо (слуга Мігеля)
- Джакомо Россі-Стюарт — капітан Фріц Фон Меркель
- Райка Юрі — сеньйора де ла Серна
- Адріана Асті, Маріно Мазе та ін.

## Цікаві факти
Це перший іноземний фільм, показаний на китайському телебаченні (ще у 1976 році, за життя Мао Цзедуна). Оскільки західні фільми у тогочасному Китаї були рідкістю, «Зорро» став там дуже популярним